# Nesameletus ornatus
Nesameletus ornatus är en dagsländeart som först beskrevs av Eaton 1882.  Nesameletus ornatus ingår i släktet Nesameletus och familjen Nesameletidae. Inga underarter finns listade i Catalogue of Life.